# Episodi di Saint Seiya Ω
Questa pagina contiene l'elenco degli episodi di Saint Seiya Ω prodotto dalla Toei Animation e trasmesso su TV Asahi dal 1º aprile 2012 al 30 marzo 2014. La serie appartiene alla saga de I Cavalieri dello zodiaco (Saint Seiya) creata da Masami Kurumada nel 1986 con il fumetto omonimo, di cui la Toei produsse l'adattamento animato.

## Elenco degli episodi
| Nº                                                                    | Titolo italiano (traduzione letterale) Giapponese 「Kanji」 - Rōmaji | In onda           | In onda |
| Nº                                                                    | Titolo italiano (traduzione letterale) Giapponese 「Kanji」 - Rōmaji | Giapponese        |         |
| Prologo (序章?, Joshō) (27 episodi)                                   | |                   |         |
| 1                                                                     | La vita salvata da Seiya! Rinasce la leggenda dei Saint! 「星矢によって救われた命！甦れ聖闘士伝説！」 - Seiya ni yotte Sukuwareta Inochi! Yomigaere Seinto Densetsu! | 1º aprile 2012    |         |
| 1                                                                     | Al Santuario Saori Kido (reincarnazione della dea Atena) osserva il piccolo Koga muovere i primi passi; in quell'istante appare Mars, dio guerriero del pianeta Marte, che minaccia la vita della dea e del neonato. Ma l'intervento di Seiya, Gold Saint del Sagittario, blocca le mire del nemico. Tredici anni dopo l'adolescente Koga si allena per diventare cavaliere su un'isola lontana, dove vive insieme a Shaina dell'Ofiuco (sua maestra) e Saori. È in quel momento che, dissolto il sigillo che lo teneva rinchiuso, Mars ritorna con l'intento di rapire la dea. Grazie al cosmo che riesce a risvegliare dentro di sé, Koga richiama l'armatura di Pegasus e comincia la battaglia contro Mars. |                   |         |
| 2                                                                     | Partenza! I Saint della nuova generazione! 「旅立ち！新世代の聖闘士！」 - Tabidachi! Shinsedai no Seinto! | 8 aprile 2012     |         |
| 2                                                                     | Mars riesce a rapire Saori ferendo gravemente Shaina accorsa a salvare Koga. Il mattino dopo il ragazzo decide di partire alla ricerca della dea e, una volta lasciata l'isola, si imbatte in Souma di Lionet, Saint della costellazione del Leone Minore, con cui fa amicizia. I due si incamminano alla volta della Palaestra, la scuola dei Saint, dove sperano di trovare notizie di Atena. Ma durante la notte vengono attaccati da uno dei guerrieri al servizio di Mars, Ordugia di Mantis, che riescono a battere unendo le loro forze. |                   |         |
| 3                                                                     | La legge della maschera! Entra in scena la Saint del vento! 「仮面の掟！風の聖闘士現わる！」 - Kamen no okite! Kaze no Seinto arawaru! | 15 aprile 2012    |         |
| 3                                                                     | Giunto alla Palaestra Koga fa la conoscenza di Yuna dell'Aquila che, come tutte le guerriere di Atena, è costretta a portare una maschera per potersi allenare con gli uomini. La ragazza, capace di leggere le stelle, avverte Koga di un pericolo imminente che grava sul destino della dea, nonostante le rassicurazioni provenienti dal vice-direttore della scuola. Yuna è inoltre combattuta dall'indecisione se continuare ad accettare la maschera o privarsi di essa. Durante lo scontro con Spear di Dorado si libera infine del suo fardello, pronta a vivere la vita di guerriera con una nuova consapevolezza. |                   |         |
| 4                                                                     | Il figlio dell'eroe! Ryuhou contro Kouga! 「英雄の息子! 龍峰対光牙!」 - Eiyū no Musuko! Ryūhō tai Kōga! | 22 aprile 2012    |         |
| 4                                                                     | Alla Palaestra Koga incontra Ryuhou di Dragon, figlio del leggendario Saint Shiryu che ha perso i cinque sensi durante un combattimento. Ryuhou, che è stato addestrato direttamente dal padre, è di salute cagionevole ma sprigiona un cosmo formidabile e domina il suo elemento che è l'acqua. Per sfuggire a una punizione Koga e Ryuhou sono costretti a sfidarsi: Ryuhou vince il duello ma Koga ottiene finalmente la facoltà di dominare per qualche istante il suo elemento, la luce, fino a quel momento rimasto sopito. |                   |         |
| 5                                                                     | Prove di selezione! Sfida nel campo della morte! 「選抜試験!決死のキャンプに挑め」 - Senbatsu Shiken! Kesshi no Kyanpu ni Idome! | 29 aprile 2012    |         |
| 5                                                                     | Per potere accedere ai Saint Fight (un torneo interno alla Palaestra che permetterà al Saint vincitore di salire di livello) bisogna prima superare l'Hell Camp, una zona piena di ostacoli che azzera il Cosmo. Impegnato nello scontro contro Argo di Volan, Souma ricorda la figura del padre, Silver Saint della Croce del Sud, morto per mano di un cavaliere di Mars. Giunti alla fine del campo i Saint fanno la conoscenza di un nuovo personaggio: Eden di Orion. |                   |         |
| 6                                                                     | Si apre il sipario! Saint Fight! 「開幕! 聖闘士ファイト!」 - Kaimaku! Seinto Faito! | 6 maggio 2012     |         |
| 6                                                                     | Il Saint Fight ha inizio con sedici concorrenti in gara. Souma è il primo a qualificarsi, mentre Koga non ha vita facile contro Hook di Compass, che sconfigge con l'astuzia. Nell'ultimo incontro del giorno Eden mostra la sua potenza atterrando al primo colpo il suo avversario; Eden, che domina il fulmine, è capace di paralizzare i movimenti del nemico con una raffinata tecnica. |                   |         |
| 7                                                                     | Il pugno di un amico! Colpisci, Pugno delle Meteore di Pegaso! 「友の拳! 打て、 ペガサス流星拳!」 - Tomo no Kobushi! Ute, Pegasasu Ryūsei-ken! | 13 maggio 2012    |         |
| 7                                                                     | Nel secondo turno del Saint Fight si sfidano gli otto cavalieri rimasti. Yuna affronta e vince Guney di Delphinus mentre Koga e Souma sono già costretti a sfidarsi. Al termine di una vibrante battaglia e dopo avere ricordato Seiya, Kouga scaglia il Pugno delle Meteore di Pegaso sconfiggendo l'amico e accedendo alle semifinali. |                   |         |
| 8                                                                     | Incontro con il destino! L'impatto di un Gold Saint! 「宿命の出会い! 衝撃の黄金聖闘士!」 - Shukumei no Deai! Shōgeki no Gōrudo Seinto! | 20 maggio 2012    |         |
| 8                                                                     | Appena prima dell'incontro tra Yuna e Ryuhou che apre le semifinali, una carrozza con a bordo la dea Atena giunge a Palestra. Koga, desideroso di incontrarla, si reca nel tempio principale ma trova il Martian Ragno di Spider e i suoi seguaci a sbarrargli la strada. Il Saint lo liquida e si presenta al cospetto della dea: la fanciulla che si para davanti a lui non è tuttavia Saori ed emana un cosmo appartenente alla luce. La ragazza si rivela tenuta prigioniera da Ionia, preside della Palestra e Gold Saint della costellazione del Capricorno, ora segreto seguace di Mars. Ionia batte agevolmente Koga e lo rinchiude nelle segrete della scuola; quindi usa il cosmo della fanciulla per distruggere la barriera protettiva della scuola e creare un campo di forza allo scopo di rinchiudervi tutti i Saint che vi si trovano. |                   |         |
| 9                                                                     | La crisi del Santuario! Appari, ninja Saint! 「聖域の危機! 忍者聖闘士, 駆ける!」 - Sankuchuari no Kiki! Ninja Seinto, kakeru! | 27 maggio 2012    |         |
| 9                                                                     | Nelle segrete della Palaestra Koga incontra Haruto, Saint del Lupo e ninja della scuola Fuji, rinchiuso per avere smascherato Ionia. Il Saint è capace di usare le tecniche ninja a suo vantaggio, tra cui illusioni e richiami dei vari elementi del Cosmo. Insieme evadono e si incontrano con Yuna, Ryuhou e Souma. Mentre il Cosmo Oscurità domina Palaestra impedendo ai Saint di fuggire e risucchiando il loro cosmo Mars al Santuario usa il cosmo Luce della finta Atena per distruggere le Dodici Case ed erigere il suo nuovo santuario. |                   |         |
| 10                                                                    | Un salvataggio disperato! Un altro Gold Saint! 「決死の奪還！もう一人の黄金聖闘士!」 - Kesshi no Dakkan! Mō hitori no Gōrudo Seinto! | 3 giugno 2012     |         |
| 10                                                                    | Al posto del Santuario di Atena Mars erige la Torre di Babele, capace di risucchiare il Cosmo degli allievi e degli insegnanti della Palaestra rinchiusi in una colonna all'interno. La torre è alimentata dal Cosmo Luce di Aria, la finta Atena. Per salvarla i Saint devono affrontare Mikene, Gold Saint della costellazione del Leone. Intanto Koga, sopraffatto dal cosmo di Mars, viene salvato da Seiya che appare all'improvviso e prende il suo posto in battaglia. |                   |         |
| 11                                                                    | Proteggete Aria! L'assalto dell'inseguitrice Sonia! 「アリアを守れ! 追跡者ソニアの襲撃!」 - Aria o Mamore! Tsuisekisha Sonia no Shūgeki! | 10 giugno 2012    |         |
| 11                                                                    | Yuna fugge con Aria, ma viene inseguita dai due Silver Saint Johann di Crow e Miguel di Hound, guidati da Sonia di Hornet, figlia di Mars. Grazie all'intervento di Souma e di Koga, Yuna sconfigge Johan e crea un diversivo che permette ai quattro di fuggire. Una volta al sicuro Aria rivela il vero scopo della Torre di Babele e come fare per distruggerla. Nel frattempo Mars si è autoproclamato Grande Sacerdote e convoca tutti i restanti Saint aprendo la caccia ai fuggitivi. |                   |         |
| 12                                                                    | L'eredità del Cosmo! Il Saint leggendario, Shun! 「受け継がれる小宇宙！伝説の聖闘士、瞬！」 - Uketsugareru Kosumo! Densetsu no Seinto, Shun! | 17 giugno 2012    |         |
| 12                                                                    | Mentre si recano alle Rovine del Vento Koga e i suoi amici vengono attaccati da Miguel. Koga riesce ad allontanare il Silver Saint dagli amici, ma il nemico si dimostra molto più forte di lui. Il ragazzo viene però raggiunto da Shun di Andromeda (compagno di battaglie di Seiya, ora medico di un villaggio vicino) che intima a Miguel di tornare al Santuario. Nella clinica di Shun Koga rincontra Ryuhou, che il Saint di Andromeda sta curando a causa della sua salute precaria, e apprende dallo stesso Shun la storia del primo attacco di Mars e della nascita delle Clothstone, oltre che nell'ultima battaglia contro Mars anche Andromeda venne colpito dalla stessa maledizione che gravava su Saori. Miguel si presenta di nuovo per uccidere i traditori del Santuario, ma grazie all'aiuto di Shun i Bronze Saint riescono a batterlo. |                   |         |
| 13                                                                    | Il messaggio di Seiya! Affido a voi Atena! 「星矢のメッセージ! お前たちに、アテナを託す!」 - Seiya no Messēji! Omaetachi ni, Atena o takusu | 24 giugno 2012    |         |
| 13                                                                    | Eden (che si scopre essere figlio di Mars) giunge al nuovo Santuario e viene sottoposto ad addestramenti volti a potenziare il suo Cosmo. Nel frattempo Koga, Yuna, Soma e Aria giungono alla rovina che custodisce il Nucleo del Vento, protetto da Fly di Musca, Silver Saint schieratosi consapevolmente dalla parte di Mars. Mentre Haruto si riunisce al gruppo, aiutando Soma e Yuna a superare il tornado che protegge il Nucleo, Koga riesce a sconfiggere Fly. Aria e Yuna uniscono allora i loro Cosmi, riuscendo a distruggere il nucleo, e tutto quello che ne rimane è il Cosmo Crystal dell'elemento Vento, che viene raccolto da Yuna. I giovani Saint vengono poi contattati da Seiya, il quale comunica loro di affidargli Atena e che possono distruggere Mars e liberare Saori. Tuttavia anche lo stesso Mars e la sua fedele strega Medea hanno visto la scena nelle sfera di cristallo di quest'ultima e sanno anche che questo è stato l'ultimo atto che Seiya poteva compiere. |                   |         |
| 14                                                                    | Incontro nella città natale! Maestra e discepola a confronto tra i campi innevati! 「故郷での再会！雪原の師弟対決！」 - Kokyō de no Saikai! Setsugen no Shitei Taiketsu! | 1º luglio 2012    |         |
| 14                                                                    | Yuna, Soma, Koga e Aria, partiti alla ricerca del secondo nucleo, giungono al villaggio natale di Yuna. Qui la Saint di Aquila incontra Pavlin di Peaock, sua maestra e Silver Saint della costellazione del Pavone, che la spinge al combattimento. Il confronto è in realtà una prova che testa le abilità fisiche dell'allieva. Le due Saint vengono attaccate da Sham di Sagitta, Balazo di Reticle e Almaz di Auriga, tre Silver Saint inviati da Sonia. Pavlin rivela a Yuna che Saori è viva ma tenuta prigioniera da Mars; quindi si appresta ad affrontare i tre privandosi della maschera. |                   |         |
| 15                                                                    | Si avvicina l'artiglio avvelenato! Cospirazione nelle seconde rovine! 「迫る毒牙! 陰謀うずまく第二の遺跡!」 - Semaru Dokuga! Inbō Uzumaku Dai-ni no Iseki! | 15 luglio 2012    |         |
| 15                                                                    | Il gruppo arriva nei pressi del villaggio dove si trovano le Rovine della Terra, di cui vengono a conoscenza grazie al piccolo Nguyen, e ritrovano il loro vecchio senpai Ichi. Una volta giunti alle rovine Koga, Soma e Yuna scoprono che Ichi li ha condotti in una trappola, poiché spinto dal senso di inferiorità che provava verso Seiya e gli altri ha deciso di schierarsi dalla parte di Mars e di diventare così il Silver Saint di Hydrus. Haruto però riesce a localizzare il luogo dove si trova il Cosmo Crystal e il Saint a sua protezione (Michelangelo di Caelum) e a riuscire con Aria a disattivare il Nucleo della Terra, mentre Koga riesce a battere Ichi, il quale poco dopo accetta fra le lacrime l'aiuto offertogli di Nguyen. |                   |         |
| 16                                                                    | Seguire la stella del destino! Il modo di vivere dei Saint! 「運命の星のもとに! 聖闘士達の生きる道!」 - Unmei no hoshi no moto ni! Seito-tachi no ikiru michi! | 22 luglio 2012    |         |
| 16                                                                    | A seguito di un attacco dei Martian comandati da Radzky di Ant, Yuna perde il portafoglio dato loro da Shun. Il gruppo, impossibilitato a imbarcarsi, è costretto a lavorare nella pensione gestita da una coppia di anziani signori (Paulo e Ann), combinando però molti guai. Dopo avere evitato la distruzione della città a opera di Radizky e dei suoi uomini Paulo (credendo che i ragazzi siano i protagonisti di un telefilm tokusatsu) si convince ad accompagnarli con la sua barca. |                   |         |
| 17                                                                    | Proteggiamoli! Il riparatore di Cloth e il minerale leggendario! 「守るべきもの! 聖衣の修復師と伝説の鉱石!」 - Mamorubekimono! Kurosu no Shūfukushi to Densetsu no Kōseki! | 29 luglio 2012    |         |
| 17                                                                    | Sulla strada delle rovine del fuoco i quattro incontrano Raki, discepola del riparatore di Cloth: Kiki. Giunti in una caverna per recuperare la leggendaria Stardust Sand vengono attaccati da Dore di Cerberos che Koga sconfigge grazie alla volontà di difendere Raki e Aria. |                   |         |
| 18                                                                    | Le fiamme della vendetta! Soma, la battaglia del destino! 「復習の炎! 蒼摩, 因縁の闘い!」 - Fukushū no honō! Sōma, in'nen no tatakai! | 5 agosto 2012     |         |
| 18                                                                    | Alle rovine del fuoco Soma incontra Sonya, deciso a vendicare la morte del padre. La guerriera, riconosciuto il nemico, viene sopraffatta dalla sua forza ed è costretta a fuggire. Distrutte le rovine Soma si separa dal gruppo nel tentativo di portare a termine il suo piano di vendetta. |                   |         |
| 19                                                                    | Il segreto del Picco di Wǔlǎo! Ereditalo! Lo spirito combattivo di tuo padre Shiryu! 「五老峰の秘密！ 継承せよ！ 父、紫龍の闘志！」 - Gorōhō no Himitsu! Keishōse yo! Chichi, Shiryū no Tōshi! | 12 agosto 2012    |         |
| 19                                                                    | Le rovine dell'acqua si trovano in Cina, al Picco di Wǔlǎo, dove i cavalieri conoscono il leggendario cavaliere Shiryu. Sconfitto Mirfak di Perseo, che era riuscito a pietrificare i suoi amici, Ryuhou distrugge le rovine ma perde la gold cloth di Libra, che finisce nelle mani di un misterioso cavaliere chiamato Genbu. |                   |         |
| 20                                                                    | Per Aria! Eden, colpo fulminante dell'ira! 「アリアのために! エデン、怒りの雷撃!」 - Aria no tameni! Eden, Ikari no Raigeki! | 19 agosto 2012    |         |
| 20                                                                    | Eden, infuriato per le ferite inferte a Sonya, decide di partire e recuperare Aria direttamente. Suo padre Mars vuole che lui governi il nuovo mondo insieme ad Aria. Eden, scontratosi con Yuna e Koga, riesce facilmente a renderli inoffensivi e a riprendersi Aria. |                   |         |
| 21                                                                    | Pegaso non può più volare! Il viaggio della sconfitta! 「とべないペガサス! 喪失の旅立ち!」 - Tobenai Pegasasu! Sōshitsu no Tabidachi! | 26 agosto 2012    |         |
| 21                                                                    | Koga, sconvolto per la perdita di Aria, vaga sconsolato alla ricerca di una ragione per continuare a combattere. Nella valle della memoria incontra Hyoga, che lo sfida nel tentativo di fargli recuperare la voglia di combattere. |                   |         |
| 22                                                                    | I sentimenti verso gli amici! Il cammino dello shinobi e l'orgoglio del Saint! 「友への思い! 忍びの道と聖闘士の矜持!」 - Tomo he no Omoi! Shinobi no Michi to Seinto no Kyōji! | 2 settembre 2012  |         |
| 22                                                                    | Haruto torna nel suo villaggio natale dove era stato bandito per avere deciso di abbandonare la vita ninja e diventare un Saint. Qui è costretto a ricordare un vecchio amico che considerava come un fratello morto per causa di un saint d'argento. Haruto, sfidato dal padre, riesce a ritrovare gli stimoli per proseguire. |                   |         |
| 23                                                                    | Invasione del territorio nemico! Giovani Saint, riuniti! 「敵陣突入！若き聖闘士、再集結！」 - Tekijin Totsunyū! Wakaki Seinto, Saishūketsu! | 9 settembre 2012  |         |
| 23                                                                    | Per recuperare Aria i quattro Saint si dirigono direttamente al castello di Mars costruito vicino alla Torre di Babele, dove però sono rimasti solo pochi subalterni. Scoprono che Eden ha portato con sé Aria direttamente alle Rovine del Fulmine. Nel frattempo Koga viene raggiunto da Soma che durante il suo viaggio racconta di avere conosciuto e di essersi allenato presso l'ex Saint Jabu di Unicorn. |                   |         |
| 24                                                                    | Riuniti assieme! Andiamo, verso le ultime rovine! 「再会を目指して！行け、最後の遺跡へ！」 - Saikai o Mezashite! Ike, Saigo no Iseki e! | 16 settembre 2012 |         |
| 24                                                                    | Alle rovine del fulmine Koga incontra nuovamente Shaina, che gli svela il segreto della sua origine: Koga e Aria sono nati dall'esplosione della meteora durante lo scontro con Mars. Dopo avere neutralizzato tre cavalieri d'argento con l'aiuto dei loro amici Koga affronta un irato Eden; nel frattempo Aria e Shaina distruggono le ultime rovine. Infine il cosmo luce di Aria, entrato in risonanza con il vero cosmo oscurità di Koga, apre un varco che risucchia tutti in un'altra dimensione. |                   |         |
| 25                                                                    | Luogo sconosciuto! Il momento di un incontro inaspettato! 「未知なる領域！めぐりあいの時！」 - Michinaru Ryōiki! Meguriai no Toki! | 23 settembre 2012 |         |
| 25                                                                    | Yuna, Ryuhou e Haruto, risucchiati all'interno delle rovine dell'oscurità, sono costretti ad affrontare i fantasmi del loro passato e sconfiggere l'oscurità che cerca di dominarli. |                   |         |
| 26                                                                    | Ricordi e vendetta! La trappola delle rovine dell'oscurità! 「追憶と復讐！闇の遺跡の罠！」 - Tsuioku to Fukushū! Yami no Iseki no Wana! | 30 settembre 2012 |         |
| 26                                                                    | L'oscurità delle ultime rovine fa rivivere a Soma e Sonia il momento sofferto dell'uccisione da parte della ragazza del padre di Soma. Nel frattempo Koga incontra l'ombra di Saori che gli rivela che in realtà il suo cosmo è oscuro. |                   |         |
| 27                                                                    | La fine del viaggio! I giovani e la luce della fanciulla! 「旅の終焉！ 少女の光と若者たち！」 - Tabi no Shūen! Shōjo no Hikari to Wakamono-tachi! | 7 ottobre 2012    |         |
| 27                                                                    | Le ombre cercano di instaurare il senso di colpa in Koga, Aria e Eden perché sprofondino nell'oscurità. Grazie all'intervento di Aria, tuttavia, i tre riescono a salvarsi e si ricongiungono con il resto del gruppo. Qui Aria e Koga distruggono le rovine delle tenebre, ma in quel momento fa la sua comparsa Mars che si oppone ai cavalieri. Aria utilizza i sei Cosmo Crystal per creare uno scettro con cui opporsi al dio, ma viene mortalmente trapassata da un suo colpo. Mentre Mars si ritira trascinando Sonia e un disperato Eden, Aria usa l'ultimo affilato del suo cosmo per trasportare i suoi cinque amici alla Torre di Babele. |                   |         |
| Saga delle 12 costellazioni (十二宮編?, Jūnikyū-hen) (24 episodi)     | |                   |         |
| 28                                                                    | L'armata più forte! La riunione dei Gold Saint! 「最強の軍団！黄金聖闘士集結」 - Saikyō no Gundan! Gōrudo Seinto Shūketsu! | 14 ottobre 2012   |         |
| 28                                                                    | Episodio riassuntivo. Le scene inedite sono quella iniziale con Saori e Seiya che trovano il piccolo Koga in una foresta in fiamme, e quella finale dove (tornato sulla Torre di Babele) Mars usa lo scettro per risucchiare la luce del mondo e convogliarla sulla torre. In quel momento Ionia informa il suo padrone che tutti i Gold Saint sono riuniti. |                   |         |
| 29                                                                    | L'inizio di una nuova battaglia! Le dodici case dorate! 「新たな闘いの幕開け! 黄金十二宮」 - Aratana tatakai no makuake! Ōgon jūnikyū! | 21 ottobre 2012   |         |
| 29                                                                    | Grazie al cosmo che è riuscito a convogliare Mars ricrea le Dodici Case dello zodiaco sulla sommità della torre. Intanto Koga, Soma, Yuna, Ryuo e Haruto, ritrovatisi ai piedi del nuovo tempio, piangono Aria ma decidono di iniziare la scalata con forza. Nella Casa dell'Ariete incontrano Kiki che ripara le armature e svela loro che tra dodici ore la Terra sarà distrutta poiché il Cosmo del pianeta sarà assorbito da Marte, che nei piani di Mars e Medea è destinato a diventare il nuovo mondo su cui Eden dominerà. Nella seconda casa Koga comincia il combattimento con Harbinger di Taurus. |                   |         |
| 30                                                                    | Un potere straordinario! Il Saint della Casa del Toro! 「驚異の実力！金牛宮の聖闘士！」 - Kyōi no Jitsuryoku! Kingyūkyū no Seinto! | 28 ottobre 2012   |         |
| 30                                                                    | Dopo la sconfitta di Koga per mano di Harbinger i restanti Cavalieri di Bronzo vanno incontro alla disfatta totale in battaglia. Harbinger rievoca i ricordi della sua infanzia difficile, che lo portò a una vita fatta di violenza, alla ricerca del potere e con l'irrefrenabile voglia di essere il più forte, sensazioni che lo fecero divenire uno dei Cavalieri d'Oro. Nel frattempo Koga riesce a riprendersi e attacca il distratto Harbinger con un unico colpo impregnato con la massima potenza del Cosmo; tuttavia Harbinger ne esce illeso, scioccando Koga. |                   |         |
| 31                                                                    | Crocevia del destino! Il mistero della Casa dei Gemelli! 「運命の分岐点！双児宮の謎！」 - Unmei no Bunkiten!Sōjikyū no Nazo! | 4 novembre 2012   |         |
| 31                                                                    | Dragon Ryuhou arriva alla Casa dei Gemelli dove trova una strana atmosfera tranquilla. Il guardiano del tempio, Paradox, accoglie il giovane cavaliere, a cui espone le motivazioni per cui la sua fedeltà va a Mars rievocando eventi del suo passato. In disaccordo con Paradox, Ryuhou attacca il guardiano, riuscendo a sopraffarlo. Tuttavia, con grande sorpresa del cavaliere, Paradox riemerge piena di rabbia e odio, in contrasto con la sua personalità di qualche istante prima. Nel frattempo Aquila Yuna arriva alla Casa del Cancro. |                   |         |
| 32                                                                    | Il vero terrore! La strana aura della Casa del Cancro! 「真の恐怖！巨蟹宮に漂う妖気！」 - Makoto no Kyōfu! Kyokaikyū ni Tadayou Yōki! | 11 novembre 2012  |         |
| 32                                                                    | Yuna si imbatte in Schiller, Cavaliere del Cancro, che è capace di comandare a suo piacimento i corpi dei cavalieri sconfitti in battaglia, privati dell'anima e ridotti a uno stato vegetale. La giovane apprende che parecchi dei suoi compagni alla Palaestra sono stati ridotti in quello stato. La forza del Cavaliere d'Oro è di gran lunga superiore alla sua e finisce per sopraffarla, spedendola in un'altra dimensione. Nel frattempo Koga, nonostante le numerose fratture riportate, riesce per un attimo a espandere il proprio Cosmo oltre i limiti e a mettere in difficoltà Harbinger, che decide di lasciarlo momentaneamente passare. |                   |         |
| 33                                                                    | L'essenza del Cosmo! Il settimo senso! 「小宇宙の真髄！セブンセンシズ！」 - Kosumo no Shinzui! Seven Sense! | 18 novembre 2012  |         |
| 33                                                                    | Koga entra nella terza casa dei Gemelli, dove vede Ryuhou sopraffatto da Paradox. In un primo momento Koga riesce ad avere la meglio nella battaglia contro la personalità gentile di Paradox, già fiaccata dallo scontro con Ryuhou, ma non può niente contro la personalità rabbiosa che riemerge più forte poco dopo. Nel tentativo di difendere l'amico Ryuhou viene privato dei cinque sensi, ma dopo avere scoperto il settimo senso dentro di sé riesce alla fine ad avere la meglio su Paradox, che tuttavia sopravvive allo scontro. I due Cavalieri di Bronzo si incamminano verso la quarta casa. Yuna, intanto, capisce di essere finita nel Regno dei Morti. |                   |         |
| 34                                                                    | Tra la vita e la morte! Il combattimento nell'oltretomba! 「生死の狭間！冥界の闘い！」 - Seishi no Hazama! Meikai no Tatakai! | 25 novembre 2012  |         |
| 34                                                                    | Koga e Ryuhou entrano nella casa del Cancro, dove Schiller rivela loro di avere spedito Yuna a vagare nel regno dei morti. I due Cavalieri di Bronzo capiscono che l'unico modo per riportarla tra i vivi è quello di sconfiggere il Cavaliere d'Oro. Con uno stratagemma Koga riesce a teletrasportarsi nel regno dei morti assieme a Schiller. Yuna si avvicina al luogo della battaglia e avverte Koga che anche Aria potrebbe trovarsi da quelle parti. Schiller però rivela che per la sua insubordinazione Aria si trova in un'Oscurità remota e a loro inaccessibile. Davanti a questa notizia Koga perde la ragione e si lascia impossessare dal suo Cosmo Oscuro. Proprio quando i suoi colpi dominati dall'odio stanno per avere la meglio su Schiller Yuna interviene riportandolo alla ragione. Mentre Koga giace a terra esanime per lo sforzo Yuna subisce l'ennesimo attacco di Schiller ma a un tratto acquisisce il Settimo Senso e lo sconfigge facendolo precipitare in un cratere vicino, uccidendolo. Yuna e Koga vengono nuovamente teletrasportati nella casa del Cancro, dove si ricongiungono a Ryuhou. Nel frattempo Mars e Medea si interrogano sul Cosmo Oscuro del Cavaliere di Pegasus e su come girare l'inattesa scoperta a loro vantaggio. |                   |         |
| 35                                                                    | Il pugno del Leone! La triste battaglia di Eden! 「獅子の拳！ エデン、 傷心の闘い！」 - Shishi no Kobushi! Eden, Shōshin no Tatakai! | 2 dicembre 2012   |         |
| 35                                                                    | Eden non riesce a superare il trauma della morte di Aria. Sonia lo affronta duramente e lo richiama alle sue responsabilità di futuro sovrano. Mycenae, cavaliere di Leo e maestro di Eden, interviene e chiede a Sonia di lasciargli la responsabilità di riportare Eden sulla giusta strada. Per consentigli di superare le sue incertezze Mycenae attacca Eden, che rimane a lungo inerme davanti ai suoi colpi e dopo una breve reazione si allontana dallo scontro. Anziché dissiparsi i dubbi nella mente di Eden diventano più consistenti, investando la natura stessa del suo rapporto con il padre, considerato da tutti infallibile ma colpevole della morte di una creatura innocente. Eden, ricordando Aria, capisce che la sua missione è proteggere la Terra. |                   |         |
| 36                                                                    | Nobile orgoglio! Mykene, il pugno del campione! 「気高きプライド！ミケーネ、王者の拳！」 - Kedataki puraido! Mikêne, ōja no kobushi! | 9 dicembre 2012   |         |
| 36                                                                    | Soma e Haruto corrono verso la quinta casa dove si imbattono in Mycaene, deciso a non farli passare. Il Cavaliere d'Oro, interrogato da Haruto, spiega che l'origine della sua fedeltà a Mars è la promessa di addestrare Eden. I due Cavalieri di bronzo vengono colpiti più volte, ma continuano a rialzarsi ad aiutarsi. Il loro atteggiamento colpisce profondamente Mycaene, che si dichiara sconfitto e decide di farli passare. |                   |         |
| 37                                                                    | Il guardiano inamovibile! Il Gold Saint della costellazione della Vergine! 「揺るぎなき守護者！乙女座の黄金聖闘士！」 - Yurugi naki shugosha! Otomeza no gôrudo sainto! | 16 dicembre 2012  |         |
| 37                                                                    | Souma e Haruto raggiungono la casa della Vergine. Nel frattempo Kiki dell'Ariete, affiancato da Harbinger del Toro, continua ad attaccare i Marzian alla prima casa e dichiara che Fudo, Gold Saint della Vergine, sarà l'avversario più difficile che i giovani Saint dovranno affrontare. Fudo, senza la sua armatura e rimanendo immobile, mette alle strette i due Bronze, ma presto arrivano Ryuho, Yuna e Koga ad aiutarli. Fudo gli rivela che vuole aiutare Mars a creare un nuovo mondo in cui ci siano solo pace e amore e non li farà passare, ma i suoi avversari mostrano una forza d'animo che lo commuove e decide di affrontarli seriamente indossando l'armatura della Vergine. Basta un attacco per sconfiggere i giovani Saint, ma, proprio quando Fudo scaglia il colpo di grazia, compare Eden a salvarli dalla fine. |                   |         |
| 38                                                                    | Una ribellione di valore! Eden, lo spirito combattivo della determinazione! 「勇敢なる反逆！エデン、決意の闘志！」 - Yūkan naru Hangyaku! Eden, Ketsui no Tōshi！ | 23 dicembre 2012  |         |
| 38                                                                    | Eden, che si è ribellato ai metodi di suo padre Mars, è deciso a sconfiggere Fudo per passare oltre la casa della Vergine. Dopo vari attacchi riesce sorprendentemente a fare spostare il Gold Saint di qualche centimetro. Fudo cerca in ogni modo di illuminare il cuore di Eden e farlo tornare in sé, ma lui, guidato dal rimpianto per la morte di Aria, non vacilla e riesce a fare passare i giovani Saint oltre la casa della Vergine tenendo occupato Fudo nel combattimento. Fudo decide di punirlo severamente. Intanto Medea consegna a Tokisada il Gold Cloth dell’Acquario per fermare l’avanzata dei Saint. Haruto subito lo riconosce, dicendo che è l’uomo che ha ucciso suo fratello. Tokisada, alterando il flusso del tempo, attacca fortemente i Bronze, ma è la voce dell’armatura a dargli ordini. Fudo porta Eden nella Sala del Giudizio: qui Eden risveglia il Settimo Senso e lo sconfigge. |                   |         |
| 39                                                                    | Riunione alla Casa della Bilancia! Scontro, Gold contro Gold! 「天秤座の再会！激突、黄金対黄金！」 - Tenbinkyū no Saikai! Gekitotsu, Gōrudo tai Gōrudo! | 6 gennaio 2013    |         |
| 39                                                                    | Fudo ammette la sconfitta e lascia avanzare Eden. Koga, invece, viene sbalzato via da un attacco di Tokisada e rischia di cadere nel vuoto, ma viene salvato da Genbu, Gold Saint della Bilancia, che trasferisce tutti alla sua casa. Genbu dichiara di combattere per Atena e attacca Tokisada. I due Gold si affrontano con forza e Genbu sembra avere la meglio sul suo avversario; rivela, inoltre, di essere stato ultimo discepolo del maestro Dokho, come Shiryu, il padre di Ryuho. Medea, intanto, consegna a sua figlia il Gold Cloth dello Scorpione. L'Acquario sfodera la sua tecnica segreta più forte, ma in quel momento si rende conto che, sfruttando l'abilità che gli permette di invertire il corso del tempo più volte, ha esaurito molte energie e viene sconfitto da Genbu. A quel punto Medea cerca di fare cadere le case dello Zodiaco e Genbu deve intervenire per mantenere l’ordine cosmico. Infine Tokisada, ancora vivo, per i danneggiamenti subiti, viene spedito alla fine del tempo, ma porta con sé Haruto e Ryuho, che cercano di proteggere i loro amici. |                   |         |
| 40                                                                    | La determinazione di Sonia! Spezzare le catene del destino! 「ソニアの覚悟！因縁の連鎖を断て！」 - Sonia no Kakugo! Innen no Rensa o Tate! | 13 gennaio 2013   |         |
| 40                                                                    | Koga, Yuna e Souma raggiungono la casa dello Scorpione, dove li attende Sonya, sorella di Eden e Gold Saint dello Scorpione. Per permettere agli altri di avanzare Souma decide di affrontare Sonya da solo. Souma fa riflettere la sua avversaria sul significato della famiglia e sulle scelte che ha fatto, così Sonya porta il suo cosmo al massimo livello e si autodistrugge. Per salvarla Souma risveglia il Settimo senso, ma rifiutando l’aiuto del giovane Saint perde la vita. |                   |         |
| 41                                                                    | L'ambizione di Tokisada! Il dominatore dei Confini del Tempo! 「時貞の野望！時間の果ての覇者！」 - Tokisada no Yabō! Jikan no Hate no Hasha! | 20 gennaio 2013   |         |
| 41                                                                    | Eden capisce cosa è successo a sua sorella e la compiange per qualche momento. Nel frattempo Ryuho e Haruto si riprendono e cominciano una lotta ai confini del tempo con Tokisada, che in questo luogo può espandere infinitamente il suo cosmo. Kouga e Yuna raggiungono la casa del Sagittario, dove non c’è Seiya ad attenderli, ma sono incoraggiati a proseguire dalle parole di Aiolos scritte su un muro: “Giovani Saint giunti fin qui, affido a voi Atena”. Mycenae del Leone, che ha compreso le intenzioni di Medea, cerca di toglierle la vita, ma viene ucciso da Amor, fratello di Medea e Gold Saint dei Pesci, mentre Haruto, allo stremo delle forze, riesce a risvegliare il Settimo senso e a sconfiggere Tokisada. Infine Genbu della Bilancia, percependo l’enorme cosmo di Haruto, riesce a individuarli e riportarli indietro. |                   |         |
| 42                                                                    | Il Gold Saint traditore! Ionia contro Kouga! 「裏切りの黄金聖闘士！イオニア対光牙！」 - Uragiri no Gōrudo Seinto! Ionia tai Kouga! | 27 gennaio 2013   |         |
| 42                                                                    | Giunti alla casa del Capricorno, Kouga e Yuna incontrano Ionia, il preside di Palaestra e si preparano alla battaglia. Ionia afferma di combattere per il bene di Atena, in quanto è scontento per il suo doloroso destino e vuole liberarla da questo tormento, così, grazie alla sua tecnica “Domination Language”, controlla i corpi dei due Saint e li fa combattere fra di loro; ma Kouga con la sua volontà cerca di ribellarsi, allora Ionia risveglia il suo cosmo di Tenebra. Alla fine la luce di Saori e Aria riesce a salvare Kouga dall’oscurità e, risvegliando il Settimo senso, uccide Ionia. Kouga, Ryuho, Haruto, Yuna e Souma finalmente si riuniscono e sono pronti ad affrontare l’ultimo Gold Saint. |                   |         |
| 43                                                                    | La resurrezione degli dei guerrieri! Irruzione nell'ultima Casa! 「軍神復活！突入、最後の宮！」 - Gunshin Fukkatsu! Totsunyū, Saigo no Kyū! | 3 febbraio 2013   |         |
| 43                                                                    | Nella casa dei Pesci, il Gold Saint Amor divide con un muro d’acqua Ryuho, Haruto e Souma da Yuna e Kouga: da una parte i primi tre sono costretti ad affrontare i Quattro Re di Marte, che li mettono in seria difficoltà; dall’altra Kouga, bloccato da Amor con degli spiedi di Tenebra per costringerlo a guardare i suoi tre amici che vengono annientati, deve scegliere se essere un Saint di Luce e restare a guardare o bruciare il suo cosmo di Tenebra e aiutare i suoi amici. Amor, stufo del fatto che Kouga non faccia una scelta, attenta alla vita di Yuna. A quel punto, Kouga, deciso ad aiutare i suoi amici, brucia il cosmo di Tenebra e salva Yuna. |                   |         |
| 44                                                                    | Per i miei compagni! Il potere nascosto di Kouga 「仲間のために！光牙に秘められし力！」 - Nakama no Tameni! Kōga ni Himerareshi Chikara! | 10 febbraio 2013  |         |
| 44                                                                    | Kouga spezza il muro d’acqua e sconfigge con un solo pugno uno dei Quattro Re di Marte. Con sorpresa di tutti, però, la sua mente non è stato completamente soggiogata dalle Tenebre. Amor, allora, evoca la Tenebre nel profondo di Kouga, che sembra essersi perso nell’oscurità, ma interviene Yuna con la Luce del Settimo senso a salvarlo. I giovani Saint decidono di combattere il nemico da soli e fare avanzare Kouga verso Mars. Souma, Haruto e Ryuho bruciando fin all’estremo il loro cosmo riescono a battere i Re di Marte, ma rischiano di essere annientati da Amor; fortunatamente Eden si presenta alla casa dei Pesci, ma non riesce comunque a battere Amor. Yuna decide di affrontarlo personalmente per permettere a Eden di raggiungere Kouga per aiutarlo. |                   |         |
| 45                                                                    | Il malefico dio della guerra! Mars e Ludwing! 「荒ぶる軍神！マルスとルードヴィグ！」 - Araburu Gunshin! Marusu to Rūdovigu! | 17 febbraio 2013  |         |
| 45                                                                    | Kouga raggiunge finalmente Mars, ma il suo potere è molto forte da contrastare. Dopo poco sopraggiunge Eden che chiede a suo padre di non distruggere la Terra per creare nuova vita su Marte, ma Mars risponde che lui può fare tutto perché è un Dio, anche se prima era un uomo conosciuto come Ludwig. Racconta che aveva una meravigliosa famiglia, ma che, dopo che la moglie Mischa morì a causa di un’esplosione durante un concerto, iniziò a correggere il mondo uccidendo i criminali che avevano causato la morte della moglie, finché capisce che tutta l’umanità è marcia e rinasce come Mars, dio della Guerra. Viene rievocata la battaglia con Atena e i Saint leggendari, nella quale alla fine viene sconfitto, ma dalla collisione di Luce e Tenebre due bambini vengono contagiati: uno è Koga, che, contagiato dal cosmo di Tenebra, è preso da Atena; e l’altra è Aria, che, contagiata dal cosmo di Luce, è presa da Mars. |                   |         |
| 46                                                                    | Kouga e Eden! Giovani Cosmi, squarciate le tenebre! 「光牙とエデン！若き小宇宙よ、闇を討て！」 - Kōga to Eden! Wakaki Kosumo yo, Yami o Ute!" | 24 febbraio 2013  |         |
| 46                                                                    | Eden attacca con forza Mars e dice a Kouga di recuperare il bastone di Aria per salvare la Terra. Ma quando Mars sente che Eden lo considera non più un padre, bensì un nemico, acquista un potere ancora più forte a causa dell'odio e della rabbia. Prima mette fuori combattimento Eden e poi ferma Kouga che tenta di prendere il bastone. Quando Kouga sembra essere sconfitto, lo soccorre Eden e insieme riescono a sconfiggere Mars. Purtroppo le dodici ore di tempo sono passate e il cosmo della Terra comincia a spostarsi su Marte. |                   |         |
| 47                                                                    | Nuova speranza! Un nuovo campo di battaglia! 「わずかな希望！新たなる闘いの地！」 - Wazukana Kibō! Aratanaru Tatakai no Chi! | 3 marzo 2013      |         |
| 47                                                                    | Mentre Kouga ed Eden cercano di fermare il flusso di cosmo che migra verso Marte, Medea si impadronisce del potere dell’oscurità di Mars e lo consegna a suo fratello Amor, venuto ad aiutarli, dopodiché si reca su Marte. Eden capisce che l’obiettivo di Medea è Kouga e cerca di sconfiggere Amor, che li porta con sé su Marte. L'Ariete e il Toro, preoccupati per la situazione, scalano le Case dello Zodiaco. Alla fine Amor riesce a prendere Koga e a trasferire in lui l'oscurità di Mars. |                   |         |
| 48                                                                    | Assieme, amici! Il Cosmo straripante di Kouga! 「友よ集え!光牙のみなぎる小宇宙!」 - Tomo yo Tsudoe! Koga non Minagiru kosumo! | 10 marzo 2013     |         |
| 48                                                                    | Yuna, Haruto, Souma e Ryuho cercano il modo per raggiungere Marte e vengono aiutati dai Gold Saint dell’Ariete, del Toro, della Vergine e della Bilancia. Amor è sorpreso dal fatto che dopo avere trasferito le tenebre in Kouga non sia successo nulla e pensa di essere stato abbandonato dalla sorella, in cui non trova soccorso. Preso dall’ira per essere stato usato, Amor decide di uccidere Kouga, Eden e sua sorella per governare su Marte. Intanto Kouga vede Saori intrappolata nel grande albero al centro del pianeta e, quando cerca di avvicinarsi, Medea lo colpisce con un'illusione nella quale vede Atena che viene trafitta. Le tenebre inghiottono Kouga, e Apsu, Dio dell’Oscurità, si risveglia, uccidendo Amor con un sol colpo. Quando Apsu tenta di attaccare Atena, i suoi amici cercano di fermarlo, ma vengono messi al tappeto. Ancora una volta interviene Eden. |                   |         |
| 49                                                                    | Il dominatore delle tenebre! Il terrore di Abzu! 「闇の支配者!アプスの恐怖!」 - Yami no Shihaisha! Apusu no Kyofu! | 17 marzo 2013     |         |
| 49                                                                    | Eden allontana Apsu da Atena per sferrare il suo attacco finale, ma viene facilmente sconfitto. Prima che Apsu potesse ucciderlo, Medea trasferisce Eden nel suo covo e gli rivela che non deve temere il potere di Apsu, perché può essere controllato dal bastone di Aria. Eden cerca di impadronirsene riuscendo a sconfiggere la madre; poi con il potere del bastone ordina ad Apsu di tornare nelle tenebre ma la forza di Apsu è schiacciante,appare Medea che si sacrifica per salvare Eden ma Apsu riesce comunque a prendere il bastone e a distruggerlo. Tuttavia nelle profondità del pianeta qualcosa sta per svegliarsi. |                   |         |
| 50                                                                    | Raggiungi Seiya! Desiderio dei giovani Saint! 「星矢に届け!若き聖闘士達の願い!」 - Seiya ni Todoke! Wakaki Seinto-tachi no negai! | 24 marzo 2013     |         |
| 50                                                                    | Yuna è rimasta sola contro Apsu ed è disperata, ma Atena le parla e le dice che c’è ancora luce in cui sperare. Alla fine Yuna viene sconfitta, ma quando Apsu è sul punto di uccidere Atena, la luce di Aria e la speranza dei giovani Saint fanno in modo che Seiya del Sagittario, incatenato nelle profondità di Marte, sia liberato. Seiya affronta Apsu e insieme a Yuna cerca di fare ritornare in sé Kouga. Alla fine riescono nel loro intento, ma Apsu non è ancora sconfitto. Apsu prende Atena e la porta nell’oscurità: Seiya lascia la sua Gold Cloth a Kouga e lo incita a sconfiggere definitivamente Apsu. |                   |         |
| 51                                                                    | Splendi Kouga! La battaglia finale tra luce e tenebre! 「輝け光牙!光と闇の最終決戦!」 - Kagayake Koga! Hikari di Yami no Saishū Kessen! | 31 marzo 2013     |         |
| 51                                                                    | Nello scontro contro Apsu, Kouga riesce a sopprimere il suo cosmo di Tenebra. Con la sua determinazione e per la salvezza di Atena, il giovane Saint riesce a ferire Apsu, ma anche il suo braccio viene gravemente danneggiato. Alla fine la Luce di Kouga, potenziata dal cosmo dei suoi amici, riesce a distruggere Apsu e salvare la Terra dalla fine. La promessa fatta ad Aria è stata mantenuta. |                   |         |
| Saga delle nuove cloth (新生聖衣編?, Shinsei kurosu-hen) (26 episodi) | |                   |         |
| 52                                                                    | Un nuovo Cloth! Vola, New Pegasus! 「新たな聖衣!翔べ,新生ペガサス!」 - Aratana Kurosu! Tobe, Nyu Pegasasu! | 7 aprile 2013     |         |
| 52                                                                    | La Dea dell’amore, Pallas, è comparsa sulla Terra, come Atena aveva previsto in sogno: per evitare lo scoppio di una nuova guerra Seiya del Sagittario viene inviato a ucciderla, ma esita quando si trova davanti una bambina, e permette a Titan, Pallasite di Prima Classe, di proteggerla e portarla via. Intanto Kouga, dopo la sconfitta di Apsu, si allena su un'isola, dove incontra un ragazzo, Subaru, che vuole sconfiggerlo per diventare un Dio. Dopo poco si presenta un Pallasite di Terza Classe, Tarvos, che vuole eliminare Pegasus, ma ad affrontarlo è Subaru, che si scopre essere uno Steel Saint. Kouga si rifiuta di combattere perché la sua Cloth è danneggiata, ma la grinta di Subaru lo convince e l’armatura di Pegasus rinasce a nuova vita, e così riesce a battere Tarvos. Anche alla prima casa dello Zodiaco si presenta un Pallasite di Seconda Classe, Dione, che vuole sconfiggere Kiki dell’Ariete, perché è l’unico che può riparare le Cloths, ma viene facilmente messo in fuga. Nel finale si scopre che anche Eden è entrato nelle file dei Pallasite. |                   |         |
| 53                                                                    | Riunione! Souma, brucia le fiamme dell'anima! 「再会!蒼摩よ,魂の炎を燃やせ!」 - Saikai! Soma anni, Tamashii no Hono o Moyase! | 14 aprile 2013    |         |
| 53                                                                    | Kouga e Subaru si imbarcano per raggiungere il quartier generale dei Saint, il Santuario. All’entrata incontrano Shaina, maestra di Kouga, che lo avverte che Atena lo sta aspettando. Atena gli rivela che è apparso un nuovo nemico, Pallas, sua sorella minore, e che servono nuovi Saint da reclutare per la battaglia. Kouga si mette alla ricerca dei suoi amici e a Palaestra, scuola di addestramento per Saint, ritrova Souma, che insegna ai nuovi studenti. Qui vengono attaccati da un Pallasite di Terza Classe, Loge: egli rivela che i Pallasite sono in grado di fermare il tempo delle persone più deboli. Alla fine l’avversario viene battuto da Kouga, perché solo la Cloth di Pegasus, bagnata dal sangue degli dei, è in grado di ripararsi da sola. Perciò Kouga, Subaru e Souma si dirigono verso il Jamir. |                   |         |
| 54                                                                    | Trasforma il coraggio in forza! Rinasci, Cloth! 「勇気を力に！聖衣よ、生まれ変われ！」 - Yuki o Chikara ni Kurosu yo, Umarekaware! | 21 aprile 2013    |         |
| 54                                                                    | Yuna raggiunge il Jamir per fare riparare la sua armatura, ma Kiki le dice che per indossarla dovrà superare l'incertezza nel suo cuore. Mentre si trova con Raki, allieva di Kiki, Yuna viene attaccata da due fratelli Pallasite di Terza Classe, Ymir e Methone. Intanto Kouga, Subaru e Souma raggiungono Kiki, che li avverte del pericolo in cui si trova Yuna, che non riesce a indossare la sua Cloth. Grazie A Kouga, Yuna supera la sua incertezza e indossa la sua nuova Cloth; anche Souma ripara la sua Cloth e ottiene un nuovo potere. Insieme battono i due fratelli, dopodiché partono verso Gohoro per incontrare Ryuho. |                   |         |
| 55                                                                    | Insostituibile! Risvegliati, Dragon! 「かけがえのないもの！目覚めよ、龍！」 - Kakegaenonaimono! Mezame yo, Doragon! | 28 aprile 2013    |         |
| 55                                                                    | Kouga, Souma, Yuna e Subaru sono quasi giunti a Gohoro, ma vengono attaccati da un gruppo di Pallasite sotto il comando di Halimede, Pallasite di Terza Classe, che, invece, attacca Ryuho, mentre si sta allenando con suo padre. Ryuho ha già riparato la sua Cloth, ma non può indossarla, perché deve rinforzare il suo cosmo. Per salvare sua madre e suo padre, Ryuho riesce a risvegliare la forza del Dragone e indossa la sua nuova Cloth, battendo Halimede. Quando arrivano i suoi amici il combattimento è già finito: alla fine Souma e Yuna si dirigono verso il Santuario, mentre Kouga e Subaru vanno a cercare Haruto. |                   |         |
| 56                                                                    | Terremoto nel cuore! Il grido di Haruto! 「心に響け！栄斗のシャウト！」 - Kokoro ni Hibike! Haruto no Shauto! | 5 maggio 2013     |         |
| 56                                                                    | Kouga e Subaru trovano Haruto, che in Giappone è diventato una rockstar: lui racconta che, dopo lo scontro con Apsu, ha fatto riparare la sua Cloth, ma ascoltando del rock su una radio, ha sentito una nuova energia scorrere in lui; di conseguenza non vuole tornare a essere un Saint. Mentre assistono al debutto di Haruto in concerto vengono attaccati da un Pallasite di Terza Classe, Hati, che ha un finissimo udito. Haruto si rende conto che i suoi amici sono in difficoltà e decide di intervenire in loro soccorso. Inizialmente non vuole usare la sua nuova Cloth, ma quando Hati congela il tempo dei suoi fans e della sua band, si infuria e la indossa. Con un ululato blocca l'udito di Hati, così da permettere a Kouga di sconfiggerlo; ma durante l’attacco interviene Rhea, Pallasite di Seconda Classe, a salvarlo e portarlo via. Haruto capisce di dovere tornare a combattere se vuole che i suoi fan ascoltino ancora la sua voce. |                   |         |
| 57                                                                    | Abbatti Pegaso! Eden, il Guerriero Solitario! 「ペガサスを倒せ！孤高の戦士エデン！」 - Pegasasu o cromatografia! Koko no Senshi Eden! | 12 maggio 2013    |         |
| 57                                                                    | Thebe, Pallasite di Terza Classe, con la complicità di Europa, Pallasite di Seconda Classe, sconfigge il Silver saint Scutum Ennead per preparare una trappola per Kouga e Subaru. Al loro arrivo li porta da Eden, che nel frattempo è diventato Pallasite di Terza Classe, dopo avere perso Aria, Mycenae, Mars, Medea e Sonia, che i Pallasite hanno promesso di riportare in vita. Eden e Kouga combattono, ma in realtà Eden è una spia, non ha mai creduto che i morti potessero tornare in vita. Quando Thebe lo attacca, Eden indossa la sua nuova cloth e lo sconfigge. Alla fine Eden decide di continuare il suo viaggio da solo. |                   |         |
| 58                                                                    | I quattro re celesti appaiono! Guerra totale tra Athena e Pallas! 「四天王現る！アテナ対パラス全面対決！」 - Shiten'ō Arawaru! Atena tai Parasu Zenmen taiketsu! | 19 maggio 2013    |         |
| 58                                                                    | I Pallasite hanno fermato il tempo in molte zone della Terra: per fermarli Atena decide di riunire tutti i Saint al Santuario sotto una sola bandiera. Anche i Quattro Re Celesti Pallasite si riuniscono per iniziare la lotta. La guerra contro i Pallasite è iniziata. Kouga e i suoi amici si dividono per sconfiggere il male. Subiti dopo Kouga e Subaru vengono attaccati da Tarvos, ma Kouga riesce ad avere la meglio sul suo avversario distruggendo la sua Chronotector. |                   |         |
| 59                                                                    | Legame tra fratelli! Shun di Andromeda si unisce alla battaglia! 「兄弟の絆！アンドロメダ瞬、参戦！」 - Kyodai no Kizuna! Andoromeda Shun, Sansen! | 26 maggio 2013    |         |
| 59                                                                    | Un villaggio viene attaccato da Pallasite e due bambini tentano la fuga, ma un Halimede, li insegue; interviene il Saint leggendario Shun di Andomeda, che, però, salva solo uno dal congelamento temporale. Poco dopo Ryuho, Souma e Yuna giungono al villaggio e vengono a sapere che Shun sta nascondendo gli abitanti dai Pallasite. Halimede promette all’altro bambino, Ray, che se ruberà la Cloth Stone di Andromeda riavrà suo fratello. Durante la notte Ray ruba la Cloth Stone e la porta ad Halimede, ma Shun lo segue e promette la sua vita al nemico in cambio di quella del fratello di Ray. Ray, pentitosi, sottrae la Cloth Stone ad Halimede. L’armatura di Andromeda rinasce a nuova vita e Shun sconfigge il nemico. I giovani Saint continuano il loro viaggio. |                   |         |
| 60                                                                    | Stella d'acciaio! Subaru, abbraccia il tuo combattivo spirito d'acciaio! 「鋼鉄の星！昴よ、鋼の闘志を抱け！」 - Kōtetsu no Hoshi! Subaru yo, Hagane no Tōshi o Idake! | 2 giugno 2013     |         |
| 60                                                                    | Hati distrugge un centro di formazione per Steel Saint con un gruppo di Pallasite, ma scopre che i Saint hanno già abbandonato il campo. Quando Kouga e Subaru arrivano sul posto li attende un'imboscata di Hati, ma in realtà vuole scoprire il nascondiglio degli Steel Saint e usa Kouga e Subaru come esca, dopodiché si ritira. Gli Steel Saint li portano al loro accampamento e Hati ritorna all’attacco. Durante la lotta Elna, amico di Subaru, muore e Subaru usa una nuova potente tecnica per sconfiggere Hati. Tutti insieme si dirigono a Palaestra. |                   |         |
| 61                                                                    | Un grande esercito si avvicina! Battaglia a difesa di Palaestra! 「迫る大軍勢！パライストラ防衛戦！」 - Semaru Daigunzei! Paraisutora Bōei Sen! | 9 giugno 2013     |         |
| 61                                                                    | Kouga e Subaru raggiungono Palaestra e ritrovano i loro amici. La scuola è piena di persone salvate dai Saint provenienti da ogni dove. Con loro c’è anche Genbu della Bilancia, che rimprovera i giovani Saint per avere fatto troppo affidamento sulle loro Cloths danneggiandole. Haruto scopre che i Pallasite hanno spinto i Saint in una trappola, permettendogli di salvare tutte quelle persone. Aegir, Pallasite di Seconda Classe con un enorme esercito attacca Palaestra. Genbu decide di combattere da solo per dare alcuni insegnamenti ai giovani Saint e sconfigge la maggior parte dei nemici. Aegir lo affronta di persona, ma rischia di essere sconfitto, perciò Hyperion, uno dei Re Pallasite gli invia la sua Spada Sacra. |                   |         |
| 62                                                                    | La battaglia mortale di Genbu! Spada Sacra vs. Spada di Libra! 「玄武の死闘！聖剣対天秤の剣！」 - Genbu no Shitō! Ekusukaribā tai Raibura no Sōdo! | 23 giugno 2013    |         |
| 62                                                                    | Con un solo colpo della Spada Sacra, Aegir atterra Genbu e distrugge il cancello di Palaestra. I giovani Saint intervengono, ma Genbu non è stato ancora sconfitto e ordina ai Saint di ritirarsi, perché sarà lui a sconfiggere il nemico. Purtroppo Aegir ferma il tempo per tutti i Saint, tranne Genbu, anche se sono ancora coscienti. Genbu combatte al massimo della sua potenza e sfodera la sua spada della Bilancia. Nello scontro, per vincere, si lascia ferire mortalmente alla spalla in modo tale da potere distruggere la Spada Sacra, ma riesce solo a scalfirla. I giovani Saint ritornano allo stato originario, ma assistono alla morte di Genbu. Hyperion ritira la sua spada e Kouga, infuriato, spazza via Aegir, così i Pallasite si ritirano. |                   |         |
| 63                                                                    | Seiya scende in campo! La decisione di Athena! 「星矢、出陣！アテナの決意！」 - Seiya, Shutsujin! Atena no Ketsui! | 7 luglio 2013     |         |
| 63                                                                    | La morte di Genbu ha abbassato molto il morale dei Saint, rendendoli più deboli. Hati cerca di approfittarne per entrare a Palaestra, ma i giovani Saint si fanno avanti per fermarlo; nonostante ciò i Pallasite sono migliaia per loro. Tuttavia un altro Gold Saint arriva in loro aiuto: Seiya del Sagittario. L’esercito di Pallasite viene annientato, e all’apparizione di Atena Hati si dà alla fuga. I cuori dei Saint ne sono rafforzati e Atena decide che è il momento di attaccare Pallas: passa volontariamente parte del suo cosmo a Pallas e riesce a percepire il luogo dove si trova, ovvero sul lato occidentale delle Shelter Mountains, a Pallas Verda. |                   |         |
| 64                                                                    | Avanzate, saint! L'inacessibile strada verso Pallas Verda! 「進め聖闘士！パラスベルダへ険しきへ道！」 - Susume Seinto! Parasu Beruda e Kewashiki Michi! | 14 luglio 2013    |         |
| 64                                                                    | I giovani Saint avanzano verso Pallas Verda, ma sulla strada sono attaccati da Cyllene, Pallasite di Seconda Classe. Durante lo scontro Haruto e Subaru decidono di combattere da soli il nemico e lasciano gli altri a continuare il loro viaggio. In realtà i nemici da combattere sono due: i gemelli Cyllene e Greip. Subaru viene ferito e Haruto cerca di evitare il combattimento, ma i fratelli li rintracciano di nuovo. Fingendo di abbandonare il compagno, Haruto fa cadere nella sua trappola i nemici e li uccide. I due si riuniscono con i loro amici e, insieme a Seiya, aprono le porte di Pallas Verda. |                   |         |
| 65                                                                    | Distruggere il cancello di ferro! La lancia del Pegaso e lo scudo del Dragone! 「破れ鉄壁の門！天馬の矛と龍の盾！」 - Yabure Teppeki no Mon! Pegasasu no Hoko to Doragon no Tate! | 21 luglio 2013    |         |
| 65                                                                    | I giovani Saint si fanno strada verso il castello di Pallas, ma sono fermati da Tarvos. Kouga vuole sistemare i conti in sospeso da solo e fa proseguire gli altri, ma, quando è sul punto di essere colpito da un potente attacco di Tarvos, Ryuho torna indietro per aiutarlo. Combinando la difesa di Ryuho e l’attacco di Kouga, Tarvos viene definitivamente ucciso. Intanto Pallas cresce ancora grazie all’energia sottratta ad Atena. |                   |         |
| 66                                                                    | Lotta d'acciaio! I guerrieri senza nome! 「鋼鉄奮闘！名もなき勇者たち！」 - Kōtetsu Funtō! Namonaki Yūsha-tachi! | 28 luglio 2013    |         |
| 66                                                                    | La lotta a Pallas Verda ha creato gravi perdite tra gli Steel Saint. Sulla loro strada Souma e Subaru aiutano gli ultimi rimasti, Emma e Kerry, e vengono attaccati da Loge e le sue api. Distratto dagli Steel Saint in difficoltà, Souma viene colpito da un'ape e viene portato in salvo dai suoi compagni. Loge ritrova i Saint, ma Souma può lanciare solo un altro colpo e ha bisogno dell’aiuto degli Steel Saint per vincere il nemico. Grazie alla combinazione dei loro attacchi il nemico è ucciso, ma un’ape nascosta attacca alle spalle Souma che viene protetto da Kerry, che perde la vita. La battaglia dei Saint è ancora lunga e i caduti rafforzano la loro determinazione. |                   |         |
| 67                                                                    | Il meraviglioso cosmo di Subaru! La missione di Eden! 「昴、驚異の小宇宙！エデンの使命！」 - Subaru, Kyōi no Kosumo! Eden no Shimei! | 4 agosto 2013     |         |
| 67                                                                    | Eden giunge a Pallas Verda attratto da un Cosmo particolare, ma sulla sua strada incontra Europa, che lo accusa di pensare solo al suo bene e non a quello di Atena, e capisce che Eden sta cercando una risposta sul significato della sua esistenza. Seiya raggiunge il campo di battaglia, scacciando Europa, e con le sue parole lo ammonisce sull'importanza di proteggere qualcuno. Intanto Europa decide di attaccare Pegasus e i suoi amici, che nella lotta sono in svantaggio. Eden giunge in loro aiuto e affronta Europa. Nella lotta Subaru risveglia un cosmo incredibile e mette in fuga il nemico. Eden capisce che è stato il cosmo di Subaru che lo ha attratto a Pallas Verda e decide che la sua missione sarà proteggerlo. |                   |         |
| 68                                                                    | Koga e Pallas! Incontro sul campo di battaglia! 「光牙とパラス！戦場の出会い！」 - Kōga to Parasu! Senjō no Deai! | 11 agosto 2013    |         |
| 68                                                                    | Pallas è stufa di restare rinchiusa nel castello, così esce di nascosto. Kouga incontra Pallas, ma, poiché non l’ha mai vista, pensa che sia un civile e la aiuta. Quando si accorge che è Pallas, è troppo tardi, perché Titan, uno dei Re Pallasiti, la ritrova e la protegge. Titan sfodera la sua Spada Sacra e cerca di uccidere Kouga, ma in suo aiuto interviene Seiya. Tuttavia Titan è un avversario temibile e potente, così riesce a portare via Pallas dal campo di battaglia. Il cammino dei giovani Saint verso il castello continua. |                   |         |
| 69                                                                    | Tempesta di fuoco in azione! L'amicizia di Yuna e Souma! 「炎の嵐を起こせ！ユナと蒼摩の友情！」 - Honō no Arashi o Okose! Yuna to Sōma no Yūjō! | 18 agosto 2013    |         |
| 69                                                                    | Europa dona a Methone, che vuole vendicarsi su Souma e Yuna, una clessidra Nera. Con sua sorella Ymir attacca i due Bronze Saint, ma usa la clessidra per prosciugare la vita di sua sorella e ottenere più potere. Methone diventa fortissimo, ma con un attacco combinato Souma e Yuna generano una tempesta di fuoco che distrugge definitivamente Methone. |                   |         |
| 70                                                                    | Distruttore di armature! Il pallasite vagante attacca! 「聖衣の破壊者！はぐれパラサイト来襲！」 - Kurosu no Hakaisha! Hagure Parasaito Raishū! | 1º settembre 2013 |         |
| 70                                                                    | Mira, un Pallasite solitario, è apparso a Pallas Verda in cerca di Cloths da distruggere con il suo guanto alchemico. Kouga e i suoi amici si imbattono in lui e rischiano che le loro Cloths siano gravemente danneggiate. Mira promette che se riusciranno a colpirlo una sola volta li lascerà andare: è molto sicuro delle sue qualità, perché può sentire l'intento omicida dei saint e nascondere il suo. Durante la battaglia Haruto capisce come celare il suo intento omicida, blocca Mira e riesce a colpirlo con un pugno. Mira decide di fare sul serio, ma Europa per ragioni sconosciute lo fa ritirare dal combattimento. I giovani Saint continuano ad avanzare verso il castello di Pallas. |                   |         |
| 71                                                                    | L'armatura maledetta!? Il saint di Equuleus! 「呪われた聖衣!?小馬座の聖闘士！」 - Norowareta Kurosu!? Ekureusu no Seinto! | 15 settembre 2013 |         |
| 71                                                                    | Un gruppo di Pallasite sta attaccando una bambina, Selene, e i giovani Saint giungono in suo soccorso; poco dopo si presenta Celeris, Saint di Equuleus e mette in fuga i Pallasite. Celeris conduce tutti in una città sotterranea, dove i civili sono tenuti al sicuro. Usando le gallerie sotterranee i giovani Saint possono raggiungere il castello senza essere notati: infatti Celeris non poteva, perché doveva proteggere i civili e perché il suo Cloth è maledetto, in quanto chi lo indossa muore in battaglia. Ma, mentre discutono, Hati e Thebe attaccano contemporaneamente, l’uno dal basso e l’altro dall’alto. Nello scontro Thebe viene definitivamente ucciso da Eden, mentre Hati si ritira. |                   |         |
| 72                                                                    | Armatura ereditata! La nascita di Subaru di Equuleus! 「聖衣、継承！小馬座の昴、誕生！」 - Kurosu, Keishō! Ekureusu no Subaru, Tanjō! | 22 settembre 2013 |         |
| 72                                                                    | Hati attende che i giovani Saint prendano il passaggio sotterraneo verso il castello di Pallas, dopodiché attacca la città sotterranea per annientare Celeris. Subaru, però, decide di tornare indietro ad aiutare Celeris. Nello scontro Celeris brucia il suo cosmo al massimo e sconfigge Hati, ma muore, lasciando la sua Cloth a Subaru. I giovani Saint nella galleria si imbattono nei gemelli Cyllene e Greip. Subaru torna dai suoi amici e con la nuova Cloth di Equulus uccide i due nemici, ma sviene subito dopo. |                   |         |
| 73                                                                    | Le lacrime di Equuleus!? Il risveglio delle due armature! 「小馬座の涙!?覚醒する二つの聖衣！」 - Ekureusu no Namida!? Kakusei-suru Futatsu no Kurosu! | 29 settembre 2013 |         |
| 73                                                                    | I Pallasite hanno distrutto il passaggio sotterraneo, così i Saint devono trovare una nuova strada in superficie. Intanto Atena si prepara alla battaglia recuperando la sua Cloth e consegnandola ad Harbinger affinché la protegga. Raki arriva a Pallas Verda e viene attaccata da Halimede, ma Kouga e Subaru giungono in suo aiuto. Subaru, però, non può combattere perché la sua Cloth si rifiuta in quanto tutti i suoi possessori muoiono. Alla fine Subaru riesce a persuaderla che lui non morirà e uccide definitivamente Halimede. Inoltre Harbinger, Fudo, Kiki e Atena raggiungono Pallas Verda. |                   |         |
| 74                                                                    | La battaglia di Kiki! Compagni attraverso le generazioni! 「貴鬼の闘い！世代を越えた仲間！」 - Kiki no Tatakai! Sedai o Koeta Nakama! | 6 ottobre 2013    |         |
| 74                                                                    | Raki porta Kouga e i suoi compagni da Kiki per fare riparare le loro Cloths, ma vengono attaccati da Dione, Pallasite di Seconda Classe. Per permettere a Kiki di riparare le armature sono i leggendari tre Steel Saint ad affrontarlo; ma terminata la riparazione, Kiki affronta di persona Dione trovando il punto debole della sua Chronotector e distruggendola. Distrutto l’avversario i giovani Saint continuano il loro cammino. |                   |         |
| 75                                                                    | Incontro predestinato! Il ritorno di Gemini! 「定めの邂逅！双子座、再び！」 - Sadame no Kaigō! Jemini, Futatabi! | 13 ottobre 2013   |         |
| 75                                                                    | Gallia, Pallasite di Prima Classe, libera Paradox dalla prigione in cui era stata rinchiusa per avere tradito Atena. Paradox, in qualità di Pallasite di Seconda Classe, attacca Ryuho per vendicarsi dell’umiliazione subita, ma viene fermata da sua sorella Integra, vera Gold Saint dei Gemelli. Integra sembra sul punto di essere sconfitta, ma, unendo le forze con Ryuho, riesce a sconfiggerla per il momento. |                   |         |
| 76                                                                    | L'uccello immortale! Appare Ikki di Phoenix! 「不死鳥！鳳凰座の一輝、見参！」 - Fushichō! Fenikkusu no Ikki, Kenzan! | 20 ottobre 2013   |         |
| 76                                                                    | Un gruppo di Pallasite viene mandato presso l'isola di Kanon per uccidere il Saint leggendario Ikki della Fenice, ma sono facilmente sconfitti. Intanto Kouga e gli altri sono quasi arrivati al castello di Pallas, ma vengono forzati a combattere da Mira. Fortunatamente arriva Ikki a sistemare l'avversario: distrugge velocemente il suo guanto alchemico, ma Mira in realtà nasconde un altro guanto al suo avversario e distrugge il Cloth della Fenice. Proprio come dice la leggenda, l’armatura della Fenice risorge dalle ceneri e Ikki riesce a sconfiggere il suo avversario. Mira è infuriato, ma Europa lo ammonisce a contenersi, perché non è ancora arrivato il momento di agire. Ikki mette in guardia i giovani Saint su un possibile altro nemico che si nasconde dietro Pallas. |                   |         |
| 77                                                                    | Smuovere il tempo! I Saint di Athena si riuniscono! 「刻よ動け！集いしアテナの聖闘士！」 - Toki yo Ugoke! Tsudoishi Atena no Seinto! | 27 ottobre 2013   |         |
| 77                                                                    | Titan, per impedire ai Saint di entrare nel castello, chiude il Cancello del Tempo, unica via d’accesso. Koga ed Eden, supportati dai loro amici riescono ad arrivare al Cancello del Tempo, ma c’è Europa ad attenderli. Eden tiene occupato Europa, affinché Koga possa distruggerlo. Nel farlo, però, il tempo di Koga viene congelato e sembra la fine per il Bronze Saint. Ma sul campo di battaglia arrivano i Saint leggendari, i Gold Saint e Atena: insieme trasmettono il loro cosmo a Koga, che spezza il congelamento temporale e distrugge il Cancello. La strada verso Pallas è finalmente aperta. |                   |         |
| Saga del risveglio di Ω (Ω覚醒編?, Omega kakusei-hen) (20 episodi)    | |                   |         |
| 78                                                                    | Inizia la battaglia decisiva! Per il destino della Dea! 「決戦の始まり！宿命の女神のもとへ！」 - Kessen no Hajimari! Shukumei no Megami no Moto e! | 3 novembre 2013   |         |
| 78                                                                    | Ikki e Integra precedono gli altri ed entrano nel castello di Pallas. Atena li segue con il resto dei Saint, ma si trovano di fronte quattro strade. Europa gli rivela che solo una di quelle porta da Pallas, per cui i Saint si dividono in quattro gruppi. Il primo vede Kouga, Souma, Yuna e Shun, il secondo Eden, Subaru, Haruto e Hyoga, il terzo Shiryu e Ryuho e infine il quarto Athena, Seiya, Kiki, Fudo e Harbinger. |                   |         |
| 79                                                                    | Attacco e difesa omicida! La catena segreta di Shun! 「攻防一体の刺客！瞬、秘策の鎖！」 - Kōbō Ittai no Shikaku! Shun, Hisaku no Chēn! | 10 novembre 2013  |         |
| 79                                                                    | Surtr, Pallasite di Seconda Classe è il primo avversario di Kouga, Yuna, Souma e Shun. Il suo potere consiste in una pietra sul suo petto, chiamata Mystic Stone, che gli permette di creare una barriera che riflette gli attacchi nemici. Shun studia una strategia con i giovani Saint con cui riescono a rompere la pietra e uccidere definitivamente il nemico. |                   |         |
| 80                                                                    | Il re del tempo! Hyoga, il gelo allo zero assoluto! 「時の王！氷河、絶対零度の凍気！」 - Toki no Ō! Hyōga, Zettai Reido no Tōki! | 24 novembre 2013  |         |
| 80                                                                    | Haruto, Subaru e Hyoga si trovano ad affrontare Tokisada, ex Gold Saint dell’Acquario, ora Pallasite di Seconda Classe. Tokisada racconta che dopo il loro scontro ai confini del tempo qualcuno gli ha donato la Chronotector e lo ha reso il Re del Tempo. Tokisada vuole vendicarsi della sconfitta subita da Haruto e lo attacca con il suo Chrono Immortal, che gli permette di avere un corpo immortale e intoccabile. Nella lotta, però, con un cosmo incredibile Subaru riesce a ferirlo; infine Hyoga lo congela con il colpo segreto dell’Acquario insegnatogli dal suo maestro. I quattro Re Pallasite si preparano a scendere in campo. |                   |         |
| 81                                                                    | Indossa la chronotector! I quattro re all'attacco! 「刻衣装着！四天王の衝撃！」 - Kuronotekutā Sōchaku! Shiten'ō no Shōgeki! | 1º dicembre 2013  |         |
| 81                                                                    | Shun, Kouga, Souma e Yuna si trovano ad affrontare Aegeon, Pallasite di prima classe, Possessore della “Lama decapitatrice del bombardamento pesante del fulmine”. Shun colpisce Aegeon con la sua catena di Andromeda, ma il Pallasite è protetto dalla sua Gravitontector, che ha il potere di tre Gold Cloths: Scorpione, Capricorno e Bilancia. Shun viene colpito dalla Spada Sacra e il suo tempo viene congelato, ma è ancora cosciente. Kouga tenta di distruggere la spada, ma riesce solo a danneggiarla. Quando Aegeon sta lanciando l’attacco finale, Ikki giunge in loro soccorso. |                   |         |
| 82                                                                    | Combattimento spirituale estremo! Ikki contro Aegaeon! 「時の王！氷河、絶対零度の凍気！」 - Tōshi no Kiwami! Ikki tai Aigaion! | 8 dicembre 2013   |         |
| 82                                                                    | Ikki permette agli altri di proseguire e affronta il nemico da solo. Aegeon manda in frantumi la Cloth della Fenice con la sua spada, ma lo spirito della Fenice risorge e Ikki riesce a distruggere la Spada Sacra. I due combattenti bruciano al massimo il loro Cosmo ed entrambi perdono la vita. Per motivi sconosciuti Europa recupera la spada distrutta. |                   |         |
| 83                                                                    | Shiryu e Ryuho! Lo spirito dei cinque picchi! 「紫龍と龍峰！五老峰の魂！」 - Shiryū to Ryūhō! Gorōhō no Tamashii! | 15 dicembre 2013  |         |
| 83                                                                    | Shiryu e Ryuho vengono attaccati da Rhea, Pallasite di Seconda Classe. Shiryu lo affronta da solo e riesce a bloccare la sua Gae Bolg, capace di perorare perfino l’Oricalco. Per portare il figlio a risvegliare l'Omega, il cosmo perfetto, si fa colpire di proposito. Ryuho riesce a padroneggiare solo una parte dell’Omega, ma, poiché è troppo vasto, perde i sensi. Shiryu, soddisfatto di suo figlio, finisce il nemico con la sua tecnica più forte. Nella scena finale Europa rivela di avere ingannato i Saint intrappolandoli in un corridoio infinito, da cui non riusciranno più a uscire. |                   |         |
| 84                                                                    | L'ombra si avvicina! Il Gold Saint protettore di Athena! 「迫る影！アテナ守りし黄金聖闘士！」 - Semaru Kage! Atena Mamorishi Gōrudo Seinto! | 22 dicembre 2013  |         |
| 84                                                                    | A creare il corridoio infinito è stata Paradox, Pallasite di Seconda Classe, che decide di attaccare Atena per fare uscire allo scoperto sua sorella Integra dei Gemelli. Le due sorelle si attaccano con le loro tecniche più potenti: Integra ha la meglio, ma non vuole uccidere sua sorella. Atena ha compassione di Paradox e cancella il suo odio. Per il suo fallimento Gallia, Re Pallasite, la punisce attaccandola con un fendente della sua spada. |                   |         |
| 85                                                                    | Contro il destino! Confessione di un ammutinamento 「運命に抗え！反逆の告白！」 - Unmei ni Aragae! Hangyaku no Kokuhaku! | 5 gennaio 2014    |         |
| 85                                                                    | Gallia, Pallasite di Prima Classe e Portatrice della Spada della Manifestazione del Dio della Guerra, si prepara ad attaccare Atena e i Gold Saint. La sua Chronotector, la Photontector, ha il potere di tre Gold Cloths: Cancro, Acquario e Pesci. Tutte le tecniche dei Gold Saint non hanno effetto su di lei. Gallia vuole uccidere Atena, ma Pallas le ordina di fermarsi e di distruggere solo i Saint. Ma il Dio che servono i Re Pallasiti non è Pallas, per cui non intende obbedirle. Per fermare Gallia, Paradox e Integra combattono insieme, ma non sono abbastanza forti per sconfiggerla. In realtà il loro obiettivo è di aprire una strada ai giovani Saint per uscire dal corridoio infinito, creando un’altra dimensione; Hyoga e Shun, però, decidono di sconfiggere Europa prima di uscire dal corridoio. Infine Pallas continua a crescere grazie all’energia di Atena. |                   |         |
| 86                                                                    | Il segreto delle cloth! Un nuovo potere è attivo! 「聖衣の秘密！発動する新たな力！」 - Kurosu no Himitsu! Hatsudō-suru Aratana Chikara! | 12 gennaio 2014   |         |
| 86                                                                    | Gallia, per combattere a pieno potere, porta i Saint all’esterno del castello. I giovani Saint, per permettere ad Atena e ai Gold Saint di avanzare, decidono di combattere il nemico da solo. Gallia non vuole permettergli di andarsene, ma viene ostacolata dai Bronze Saint e fallisce nell'intento. Nonostante i loro sforzi i giovani Saint non riescono a danneggiare il loro avversario, finché il potere di Subaru si risveglia nuovamente e riesce a scalfire la sua Spada Sacra. Gallia è infuriata e con un attacco mette al tappeto Subaru. Alla fine i giovani Saint, con il potere della loro amicizia, riescono a potenziare le loro Cloth risvegliando un frammento dell'Omega e uccidono definitivamente Gallia. Hyperion, Re Pallasite, si prepara a scendere in campo. |                   |         |
| 87                                                                    | L'unione d'oro! Il mistero proibito! 「黄金団結！禁じられた奥義！」 - Gōrudo Danketsu! Kinjirareta Ōgi! | 19 gennaio 2014   |         |
| 87                                                                    | Hyperion, Pallasite di Prima Classe e Possessore del Sacro Fendente dei Cataclismi, attacca Atena e i Gold Saint. A proteggerlo è la sua Chronotector, la Destructiontector, che ha il potere di tre Gold Cloths: Toro, Ariete e Leone. Hyperion rivela che il suo fine è fare combattere Atena e Pallas affinché si distruggano a vicenda. Infatti lui serve un altro Dio. I Gold Saint sono in estrema difficoltà e decidono di dividersi in due gruppi: Seiya e Harbinger portano Atena da Pallas, mentre Shiryu, Fudo e Kiki combattono Hyperion. Per annientare l'avversario sono costretti a usare l’Athena Exclamation, la tecnica proibita che unisce il potere di tre Gold Saint. La Spada Sacra viene distrutta e Hyperion viene sconfitto. |                   |         |
| 88                                                                    | La volontà tramandata! I grandi insegnamenti dei Saint! 「残された意志！大いなる聖闘士の教え！」 - Nokosareta Ishi! Ōinaru Seinto no Oshie! | 26 gennaio 2014   |         |
| 88                                                                    | I giovani Saint si recano sul luogo in cui hanno sentito svanire il cosmo di Shiryu, Kiki e Fudo e si rendono conto che hanno dato la vita per sconfiggere Hyperion. In realtà il nemico non è stato ancora sconfitto, perché la sua Destructiontector l’ha protetto. I giovani Saint cercano in ogni modo di sopraffare il nemico, ma è troppo potente. Però, ancora una volta, Subaru risveglia un cosmo strano e potente, con cui danneggia Hyperion. Per evitare un pericolo futuro, Hyperion congela il tempo di Subaru con il Chrono Destruction. Intanto Europa riesce a fuggire da Hyoga e Shun, che sono costretti ad affrontare Mira, Pallasite di Seconda Classe. |                   |         |
| 89                                                                    | Il risveglio! Il definitivo Omega! 「目覚めろ！究極のΩ！」 - Mezamero! Kyūkyoku no Omega! | 2 febbraio 2014   |         |
| 89                                                                    | I giovani Saint ricordano il modo in cui Subaru ha combattuto per loro e tentano il tutto per tutto contro Hyperion, che, però, distrugge le loro Cloths. Nel contempo Subaru, che si trova davanti uno strano essere luminescente che conosce il suo nome e che gli dice che non è ancora arrivato il tempo del suo risveglio, cerca di fuggire dal blocco temporale. Hyperion ormai pensa di avere vinto, ma i giovani Saint riescono, grazie alla loro amicizia e ai loro ideali, a risvegliare l’Omega supremo e a sconfiggere definitivamente il loro avversario. Infine anche Subaru riesce a uscire dal blocco temporale e si ricongiunge ai suoi amici, ma si rende conto che quello strano essere non è nient’altro che una parte di se stesso. |                   |         |
| 90                                                                    | La carica del Toro!! Il raggiungimento, la stanza di Pallas! 「牡牛突進!!到達、パラスの間！」 - Taurusu Tosshin!! Tōsatsu, Parasu no Ma! | 9 febbraio 2014   |         |
| 90                                                                    | Europa raggiunge Pallas per assicurarsi che all’arrivo di Atena decida di toglierle la vita. Pallas chiede aiuto a Titan per portare a termine il suo compito. Harbinger, Seiya e Atena raggiungono finalmente la stanza di Pallas. Qui Harbinger si scaglia contro la Dea, ma viene fermato da Titan, Pallasite di Prima Classe e Possessore della Spada della Teogenesi. Titan vorrebbe combattere con Seiya, però, Harbinger gli propone un duello in cui il vincitore avrà la Cloth di Atena; e così Titan accetta. Il Pallasite danneggia la Gold Cloth del Toro con la sua spada, ma il suo cuore non si arrende e lo spinge a proteggere i poveri innocenti che sono stati colpiti senza avere fatto nulla. Harbinger attinge a tutto il suo Cosmo e raggiunge lo stadio del Toro dorato con cui distrugge la Spada Sacra di Titan. Atena e Pallas sfoderano le loro Cloths: la battaglia tra le due dee sta per iniziare. |                   |         |
| 91                                                                    | Athena e Pallas! La battaglia decisiva della Dea! 「アテナとパラス！女神の決戦！」 - Atena to Parasu! Megami no kessen! | 16 febbraio 2014  |         |
| 91                                                                    | Seiya del Sagittario si offre di combattere Pallas al posto di Atena per rimediare all'errore di averla risparmiata quando era una bambina, ma Atena glielo impedisce perché è stata la sua esitazione a permettere a Pallas di continuare a vivere e per questo sarà lei ad affrontarla. Pallas ricorda i tempi in cui lei e Atena erano molto unite, e la battaglia tra dei e uomini, in seguito alla quale Atena condivise il suo amore con gli uomini, dimenticandosi di Pallas, e causando un conflitto tra loro. Le dee indossano le loro Cloths e iniziano a combattere: Atena è in svantaggio, perché il bracciale di Pallas le succhia energia; alla fine il suo amore per l’umanità le permette di avere la meglio su Pallas, ma al momento del colpo di grazia Titan glielo impedisce. Seiya interviene per combattere il nemico. |                   |         |
| 92                                                                    | I veri sentimenti di Seiya! Ritorno dalla menzogna! 「星矢の本心! 偽りからの帰還!」 - Seiya no honshin! Itsukawari kara no kikan! | 23 febbraio 2014  |         |
| 92                                                                    | Titan indossa la sua Chronotector, la Genesistector, che ha il potere di tre Gold Cloths: Gemelli, Vergine e Sagittario. Seiya e Titan combattono per proteggere le loro dee. Nel frattempo i giovani Saint raggiungono il campo di battaglia. Nella lotta Seiya colpisce il nemico con la sua freccia, danneggiandolo gravemente. Pallas cerca di salvarlo, così Atena capisce che anche lei ama Titan e le spiega che è inutile continuare una combattimento che le fa soffrire entrambe, privandole delle persone care. Le due dee si riconciliano, ma, quando Pallas cerca di restituire il cosmo ad Atena, i due bracciali si trasformano in serpenti che le privano delle forze. Europa interviene e con l’Uroboro, l’anello dei due serpenti, che ha assorbito il cosmo delle due dee, risveglia completamente il dio che dimora in Subaru: Saturn. |                   |         |
| 93                                                                    | Il dio del tempo! L'ascesa di Saturn! 「刻の神！サターン降臨！」 - Toki no Kami! Satān Kōrin! | 2 marzo 2014      |         |
| 93                                                                    | Il dio del tempo, Saturn, si è svegliato. Indossa la Chronotector suprema e impugna la vera Danza Eterna. Intanto Mira, compresa la situazione, si ricongiunge a Europa, al fianco del suo dio. Saturn racconta ai giovani Saint di avere assunto le sembianze di Subaru, cancellando i suoi ricordi, solo per conoscere l’umanità e capire come sconfiggerla. Le due dee cercano di unire il potere che gli è rimasto per proteggere la Terra, ma Saturn riesce a fermare il tempo di tutta l’umanità e il suo castello compare nel cielo al fianco del pianeta Saturno. Kouga tenta di fargli ricordare il tempo in cui hanno combattuto insieme, ma invano, così decide di affrontarlo. Mentre Seiya e i giovani Saint ascendono al castello di Saturn, Europa e Mira cercano di uccidere Atena e Pallas, ma sono fermati da Shun e Hyoga. |                   |         |
| 94                                                                    | I guerrieri della speranza! Il legame dei Saint! 「希望の闘士！聖闘士の絆！」 - Kibō no tōshi! Seinto no kizuna! | 9 marzo 2014      |         |
| 94                                                                    | I Saint rimasti sulla Terra cercano di salvarla dall’attacco dei soldati di Saturno, quando si ripresenta davanti a loro un Pallasite di Seconda Classe che credevano morto, Aegir. Egli con un frammento della Spada Sacra di Hyperion riesce a potenziare il suo guanto, rendendolo il “Phanton Arm of Hyperion”. Ad affrontarlo sono gli Steel Saint originali, ma, quando sembrano avere vinto, perdono le forze. L’unione di tutti i Saint presenti, però, riesce a risvegliare in loro un piccolo frammento di Omega grazie al quale mettono in difficoltà il nemico. A sconfiggerlo definitivamente è Jabu dell’Unicorno, tornato da un viaggio compiuto per annientare tutti i soldati Pallasite sparsi sulla Terra. |                   |         |
| 95                                                                    | Oltre la divinità! Il cosmo di Seiya! 「神を超えろ！星矢の小宇宙！」 - Kami o Koero! Seiya no Kosumo! | 16 marzo 2014     |         |
| 95                                                                    | I giovani Saint giungono su Saturno insieme a Seiya per combattere il Dio del tempo, ma i loro tentativi si rivelano vani, nel frattempo sulla terra continua lo scontro tra i Saint e Mira ed Europa, Hyoga riesce a uccidere Mira con la sua Polvere di Diamanti e contemporaneamente Shun usa la Nebulosa di Andromeda su Europa, a finire il Pallasite però sarà Titan con il suo colpo finale. Comincia lo scontro tra Saturno e Seiya, il Cavaliere custode della nona casa sacrifica la propria armatura per ottenere la daga capace di uccidere gli dei. |                   |         |
| 96                                                                    | L'ultima battaglia! Andate, Saint di Omega! 「最後の闘い！ゆけ、Ω（オメガ）の聖闘士！」 - Saigo no Tatakai! Yuke, Omega no Seinto! | 23 marzo 2014     |         |
| 96                                                                    | Seiya cerca di colpire l'armatura di Saturno con la daga d'oro, ma fallisce cadendo al suolo, i giovani Saint tentano un attacco combinato al Dio del tempo, ma anche loro vengono respinti facilmente, rimangono solo Eden e Koga, che provano a unire le loro forze per distruggere Saturno, anche stavolta l'attacco non ha effetto e i corpi di tutti i Saint presenti sul Pianeta Saturno vengono lasciati nello spazio aperto, Atena dalla Terra però, riesce a fare convogliare l'energia di tutti i Saint (anche Ikki di Phoenix ritorna in vita grazie a Aegaeon e manda il suo cosmo a Koga) in Koga, che ritorna con una nuova armatura pronto per lo scontro finale con Saturno. |                   |         |
| 97                                                                    | La fine della battaglia! Divieni leggenda, Koga! 「闘いの果て！光牙よ、伝説となれ！」 - Tatakai no Hate! Kōga yo, Densetsu to Nare! | 30 marzo 2014     |         |
| 97                                                                    | Continua l'aspra lotta tra Koga e Saturno, i due perdono l'armatura e tutti i Saint di Omega tornano nella mente di Saturno, come ricordi di Subaru, quindi riconoscendo il grande legame tra Saint e la forza dell'Omega, decide di arrendersi lasciando l'armatura di Equuleus che un tempo apparteneva a Subaru, dando il suo addio a Kouga. Nel mondo torna la pace e Harbinger del Toro viene scelto come nuovo Grande Sacerdote di Grecia. Kouga saluta Ryuho, Haruto, Souma e Yuna per intraprendere un viaggio in giro per il mondo assieme a Eden. |                   |         |